# André Aubréville
Ne doit pas être confondu avec Aubréville.
André Aubréville, né le 30 novembre 1897 à Pont-Saint-Vincent (Meurthe-et-Moselle), et mort le 11 août 1982 à Limeil-Brévannes (Val-de-Marne), est un botaniste français, professeur au Muséum national d'histoire naturelle de Paris et membre de l'Académie des sciences.
Il est le premier scientifique à introduire le terme désertification dans son ouvrage de 1949 : Climats, forêts, et désertification de l’Afrique tropicale.

## Biographie
Au sortir de la Première Guerre mondiale pendant laquelle il a été mobilisé, André Aubréville entre à l'École polytechnique (promotion 20 "spéciale") et obtient le diplôme d'ingénieur en 1922. Attiré par la botanique forestière tropicale il intègre l'École nationale des Eaux et Forêts de Nancy et devient Ingénieur des Eaux et Forêts des Colonies en 1924. Nommé en Côte d'Ivoire, il en écrit une flore qui fait rapidement référence,. Par la suite il devient Inspecteur général des Services forestiers de la France d'Outre-Mer en 1939.
Ses ouvrages successifs sur l'Afrique tropicale sont largement reconnus pour leur approche complète du sujet : en plus du traitement scientifique, les aspects pratiques de terrain sont pris en compte (aspects de gestion forestière, facteurs anthropiques). En parallèle à son poste aux Services forestiers, il devient président de la Société botanique de France en 1951-1952.
Retraité de son corps de métier en 1955, il est nommé professeur au Muséum national d'histoire naturelle en 1958. Il commence ainsi une seconde carrière en tant que titulaire de la chaire de Phanérogamie à la suite de Henri Humbert. À ce moment, les publications botaniques au Muséum sont dans une période de transition : une des séries majeures s'est achevée, la Flore générale de l'Indochine de Paul Henri Lecomte, et les moyens humains sont réduits. Néanmoins, André Aubréville persiste dans sa volonté de doter les territoires francophones d'outre-mer (colonies ou anciennes colonies) d'ouvrages floristiques de référence, modernes, synthétiques et encyclopédiques. Après avoir assuré la continuité de la Flore de Madagascar et des Comores, il va lancer quatre grands chantiers botaniques en quelques années. Il reprend la Flore générale de l'Indochine et relance le travail sous une forme moderne : la Flore du Cambodge, du Laos et du Vietnam. Il dirige les Flore du Gabon et Flore du Cameroun, dans la lignée de ses travaux précédents concernant l'Afrique tropicale. Enfin, il initie une autre grande série, la Flore de la Nouvelle-Calédonie et dépendances dont il rédige lui-même le premier volume traitant de la famille des Sapotacées. Ces cinq grandes flores seront par la suite dirigées par ses successeurs Jean-François Leroy et Philippe Morat. Elles sont encore en cours de parution aujourd’hui (en 2015),.
Enfin, il a l'honneur d'être nommé membre de l'Académie des sciences en 1968.

## Publications choisies
- André Aubréville (3 vol.), Flore forestière de la Côte d'Ivoire, Nogent-sur-Marne, Centre technique forestier tropical, 1939
- André Aubréville, Climats, forêts et désertification de l'Afrique tropicale, Paris, Société d’éditions géographiques, maritimes et coloniales, 1949, 351 p.
- André Aubréville, Flore forestière soudano-guinéenne : A.O.F. - Cameroun - A.E.F, Paris, Société d’éditions géographiques, maritimes et coloniales, 1949, 523 p.
- André Aubréville (dir.) et al. (35 vol.,en cours de parution), Flore du Cambodge, du Laos et du Vietnam : supplément à la Flore générale de l'Indochine de H. Lecomte, Paris, Muséum national d'histoire naturelle, 1960
- André Aubréville (dir.) et al. (38 vol.,en cours de parution), Flore du Gabon, Paris, Muséum national d'histoire naturelle, 1961
- André Aubréville (dir.) et al. (40 vol.,en cours de parution), Flore du Cameroun, Paris, Muséum national d'histoire naturelle, 1963
- André Aubréville (dir.) et al. (26 vol.,en cours de parution), Flore de la Nouvelle-Calédonie et dépendances, Paris, Muséum national d'histoire naturelle, 1967

## Taxons dédiés
Le genre Aubrevillea Pellegr., de la famille des Fabaceae (sous-famille des Mimosoideae) est dédié à André Aubréville. Il est composé de deux espèces : Aubrevillea kerstingii (Harms) Pellegr. et Aubrevillea platicarpa Pellegr.
De nombreuses autres espèces sont nommés d'après André Aubréville :
- Araliaceae
  - Polyscias aubrevillei (Bernardi) Bernardi[10] (Basionyme : Sciadopanax aubrevillei Bernardi[11])
- Chrysobalanaceae
  - Maranthes aubrevillei (Pellegr.) Prance ex F.White[12] (Basionyme : Parinari aubrevillei Pellegr[13].)
- Crassulaceae
  - Kalanchoe aubrevillei Raym.-Hamet ex Cufod.[14]
- Euphorbiaceae
  - Bridelia aubrevillei Pellegr[15].
  - Croton aubrevillei J. Léonard[16]
  - Drypetes aubrevillei Leandri[17]
  - Shirakiopsis aubrevillei (Leandri) Esser[18] (Basionyme : Sapium aubrevillei Leandri[19])
- Flacourtiaceae
  - Homalium aubrevillei Keay[20]
- Fabaceae
  - Mimosoideae
    - Newtonia aubrevillei (Pellegr.) Keay[21] (Basionyme : Piptadenia aubrevillei Pellegr[9].)
    - Calpocalyx aubrevillei Pellegr[9].

  - Caesalpinioideae
    - Cassia aubrevillei Pellegr[22].
    - Dialium aubrevillei Pellegr[9].
    - Hymenostegia aubrevillei Pellegr[9].
    - Hymenostegia neoaubrevillei J. Léonard[23] (Nom de remplacement pour Cynometra aubrevillei Pellegr[24].)
- Meliaceae
  - Swietenia aubrevilleana Stehlé & Cusin[25]
- Orchidaceae
  - Bulbophyllum aubrevillei Bosser[26]
- Santalaceae
  - Okoubaka aubrevillei Pellegr. & Normand[27]
- Sapotaceae
  - Manilkara aubrevillei Sillans[28]
  - Pouteria aubrevillei Bernardi[29]
  - Synsepalum aubrevillei (Pellegr.) Aubrév. & Pellegr[30] (Basionyme : Sideroxylon aubrevillei Pellegr[31].)
- Sterculiaceae
  - Pterygota aubrevillei Pellegr[32].